# Горошенко Степан
Гороше́нко Степа́н (Горох) (рік нар. і смерті невідомі) — український живописець XVIII століття.

## Життєпис
У 1772–1776 працював над відновленням живопису великої церкви Києво-Печерської лаври, за що в 1772 йому було заплачено 6 карбованців 40 копійок.
У 1768 за чотири ікони Печерської богородиці він одержав 5 карбованців, а за ікону святителя Миколая — 2 карбованці.
У 1782 разом з Марком Негреневським Горошенко уклав контракт на іконописні роботи в церкві Омбишського монастиря.